# Time Flies… 1994–2009
Time Flies… 1994–2009 es un álbum recopilatorio de la banda de rock británica Oasis. El mismo fue lanzado a la venta el 14 de junio de 2010 y contiene los 26 sencillos lanzados en el Reino Unido desde 1994 a 2009.

## Lanzamiento y recepción
Las canciones del disco contemplan 15 años con canciones de siete álbumes: Definitely Maybe (1994), (What's The Story) Morning Glory? (1995), Be Here Now (1997), Standing On The Shoulder Of Giants (2000), Heathen Chemistry (2002), Don't Believe The Truth (2005) y Dig Out Your Soul (2008). El disco también cuenta con los éxitos "Whatever" y "Lord Don't Slow Me Down", los cuales nunca aparecieron en un álbum de Oasis.
Una edición deluxe contiene los 36 videos musicales de la banda así como parte del audio de su presentación en The Roundhouse, Londres el 21 de julio de 2009. Cinco versiones diferentes del álbum fueron liberadas, la versión de dos CDs, DVD, un Deluxe Box Set, cinco discos LP y la edición de lujo de iTunes.
En Japón, Time Flies entró en las listas en el número 2, con ventas en la primera semana de 59.348 ejemplares; mientras que en el Reino Unido, entró en las listas en el número 1, con ventas de 101.297 en la primera semana .

## Lista de temas
Todos los temas compuestos por Noel Gallagher excepto "Whatever" de Noel Gallagher y Neil Innes; y "Songbird" y "I'm Outta Time" de Liam Gallagher.

### Disco 1
| N.º | Título                       | Álbum                                    | Duración |  |
| 1.  | «Supersonic»                 | Definitely Maybe (1994)                  | 4:44     |  |
| 2.  | «Roll with It»               | (What's the Story) Morning Glory? (1995) | 3:59     |  |
| 3.  | «Live Forever»               | Definitely Maybe (1994)                  | 4:36     |  |
| 4.  | «Wonderwall»                 | (What's the Story) Morning Glory? (1995) | 4:18     |  |
| 5.  | «Stop Crying Your Heart Out» | Heathen Chemistry (2002)                 | 5:03     |  |
| 6.  | «Cigarettes & Alcohol»       | Definitely Maybe (1994)                  | 4:48     |  |
| 7.  | «Songbird»                   | Heathen Chemistry (2002)                 | 2:05     |  |
| 8.  | «Don't Look Back in Anger»   | (What's the Story) Morning Glory? (1995) | 4:53     |  |
| 9.  | «The Hindu Times»            | Heathen Chemistry (2002)                 | 3:46     |  |
| 10. | «Stand by Me»                | Be Here Now (1997)                       | 5:56     |  |
| 11. | «Lord Don't Slow Me Down»    | Non-album single (2007)                  | 3:21     |  |
| 12. | «Shakermaker»                | Definitely Maybe (1994)                  | 5:08     |  |
| 13. | «All Around the World»       | Be Here Now (1997)                       | 9:40     |  |

### Disco 2
| N.º | Título                               | Álbum                                      | Duración |  |
| 1.  | «Some Might Say»                     | (What's The Story) Morning Glory? (1995)   | 5:29     |  |
| 2.  | «The Importance Of Being Idle»       | Don't Believe The Truth (2005)             | 3:39     |  |
| 3.  | «D'You Know What I Mean?»            | Be Here Now (1997)                         | 7:42     |  |
| 4.  | «Lyla»                               | Don't Believe The Truth (2005)             | 5:10     |  |
| 5.  | «Let There Be Love»                  | Don't Believe The Truth (2005)             | 5:31     |  |
| 6.  | «Go Let It Out»                      | Standing On The Shoulders Of Giants (2000) | 4:38     |  |
| 7.  | «Who Feels Love?»                    | Standing On The Shoulders Of Giants (2000) | 5:44     |  |
| 8.  | «Little By Little»                   | Heathen Chemistry (2002)                   | 4:52     |  |
| 9.  | «The Shock Of The Lightning»         | Dig Out Your Soul (2008)                   | 5:00     |  |
| 10. | «She Is Love»                        | Heathen Chemistry (2002)                   | 3:09     |  |
| 11. | «Whatever»                           | Non-album single (1994)                    | 6:21     |  |
| 12. | «I'm Outta Time»                     | Dig Out Your Soul (2008)                   | 4:10     |  |
| 13. | «Falling Down»                       | Dig Out Your Soul (2008)                   | 4:21     |  |
| 14. | «Sunday Morning Call» (hidden track) | Standing On The Shoulders Of Giants (2000) | 6:25     |  |

Versión japonesa

| Disc 2: Japan release version |                                         |                    |          |  |
| N.º                           | Título                                  | Álbum              | Duración |  |
| 14.                           | «Don't Go Away» (hidden track incluido) | Be Here Now (1997) | 12:03    |  |

Versión USA

| Disc 2: United States release version |                       |                                          |          |  |
| N.º                                   | Título                | Álbum                                    | Duración |  |
| 1.                                    | «Champagne Supernova» | (What's The Story) Morning Glory? (1995) | 7:30     |  |

- En la versión estadounidense el track 1 del Disco 2 es "Champagne Supernova"

### Disco 3
Todos los temas compuestos por Noel Gallagher excepto "Songbird" y "I'm Outta Time" de Liam Gallagher; y "I Am The Walrus" de Lennon/McCartney
1. "Fuckin' In The Bushes"
2. "Rock 'N' Roll Star"
3. "Lyla"
4. "The Shock Of The Lightning"
5. "Cigs & Pints"
6. "Roll With It"
7. "Waiting For The Rapture"
8. "The Masterplan"
9. "Songbird"
10. "Slide Away"
11. "Morning Glory"
12. "Me & My Big Mouth"
13. "Half The World Away"
14. "I'm Outta Time"
15. "Wonderwall"
16. "Supersonic"
17. "Live Forever"
18. "Don't Look Back In Anger"
19. "Champagne Supernova"
20. "I Am The Walrus"

- Todos los track grabados en vivo en The Roundhouse, Londres en el iTunes Festival 2009.
- tracks 5, 8, 10, 16 y 17 lanzados como parte del iTunes Festival 2009 EP.
- tracks 1, 7, 12 y 20 solo a la venta en la versión iTunes Deluxe.

## DVD Videos musicales
El box set contendrá un DVD exclusivo con todos los videos musicales de Oasis, incluyendo los videos promocionales "Little By Little" en vivo desde Finsbury park en 2002 y Gas Panic en vivo. La edición de Itunes incluirá "Half the World Away" y "Slide Away" en el iTunes London Festival 2009. Cada uno de los videos contendrán extras con comentarios de parte la banda.
Video y Director
1. Supersonic - Mark Szaszy
2. Supersonic (US Version) - Nick Egan
3. Shakermaker - Mark Szaszy
4. Live Forever - Carlos Grasso
5. Live Forever (US Version) - Nick Egan
6. Cigarettes & Alcohol - Mark Szaszy
7. Whatever - Mark Szaszy
8. Some Might Say - Stuart Fryer
9. Roll With It - Jon Klein
10. Wonderwall - Nigel Dick
11. Don't Look Back In Anger - Nigel Dick
12. D'You Know What I Mean? - Dom & Nick
13. Stand By Me - David Mould
14. All Around The World - Jonathan Dayton y Valerie Faris
15. Go Let It Out - Nick Egan
16. Who Feels Love? - Nick Egan
17. Sunday Morning Call - Nick Egan
18. The Hindu Times - W.I.Z.
19. Stop Crying Your Heart Out - W.I.Z.
20. Little By Little - Max & Dania Bullett
21. Songbird - Dick Carruthers
22. The Importance Of Being Idle - Dawn Shadforth
23. Let There Be Love - Baillie Walsh
24. Lord Don't Slow Me Down - Baillie Walsh
25. The Shock Of The Lightning - Julian House y Julian Gibbs
26. I'm Outta Time
27. Falling Down - W.I.Z.
28. Rock 'n' Roll Star - Nigel Dick
29. Morning Glory - Jake Scott
30. Champagne Supernova - Nigel Dick
31. Acquiesce (Live) - Jill Fermanovsky
32. Don't Go Away - Nigel Dick
33. Where Did It All Go Wrong? - Nick Egan
34. Gas Panic! (Live)
35. Little By Little (Live)
36. The Masterplan - Ben & Greg
37. Acquiesce - Robert Hales

Bonus Itunes
1. Half the World Away - iTunes London Festival 2009
2. Slide Away - iTunes London Festival 2009

## Posición en las Listas
| Charts (2010)             | posición más alta |
| ------------------------- | ----------------- |
| Scottish Albums Chart     | 1                 |
| Greek Albums Chart        | 1                 |
| UK Albums Chart           | 1                 |
| Irish Albums Chart        | 3                 |
| Japanese Albums Chart     | 2                 |
| South Korean Albums Chart | 3                 |
| Italian Albums Chart      | 7                 |
| Belgian Albums Chart      | 11                |
| New Zealand Albums Chart  | 13                |
| Austrian Albums Chart     | 22                |
| German Albums Chart       | 21                |
| Dutch Albums Chart        | 44                |
| Billboard 200             | 131               |
| Spanish Albums Chart      | 20                |